# Abarema abbottii
Abarema abbottii är en ärtväxtart som först beskrevs av Joseph Nelson Rose och Emery Clarence Leonard, och fick sitt nu gällande namn av Rupert Charles Barneby och James Walter Grimes. Abarema abbottii ingår i släktet Abarema och familjen ärtväxter. Inga underarter finns listade i Catalogue of Life.